# Parafia św. Jana Nepomucena w Zieluniu
Parafia pw. Świętego Jana Nepomucena w Zieluniu – parafia rzymskokatolicka należąca do dekanatu żuromińskiego, diecezji płockiej, metropolii warszawskiej. 

## Miejsca święte

### Kościół parafialny
Kościół pw. św. Jana Nepomucena w Zieluniu